# José Emilio Pacheco Berny

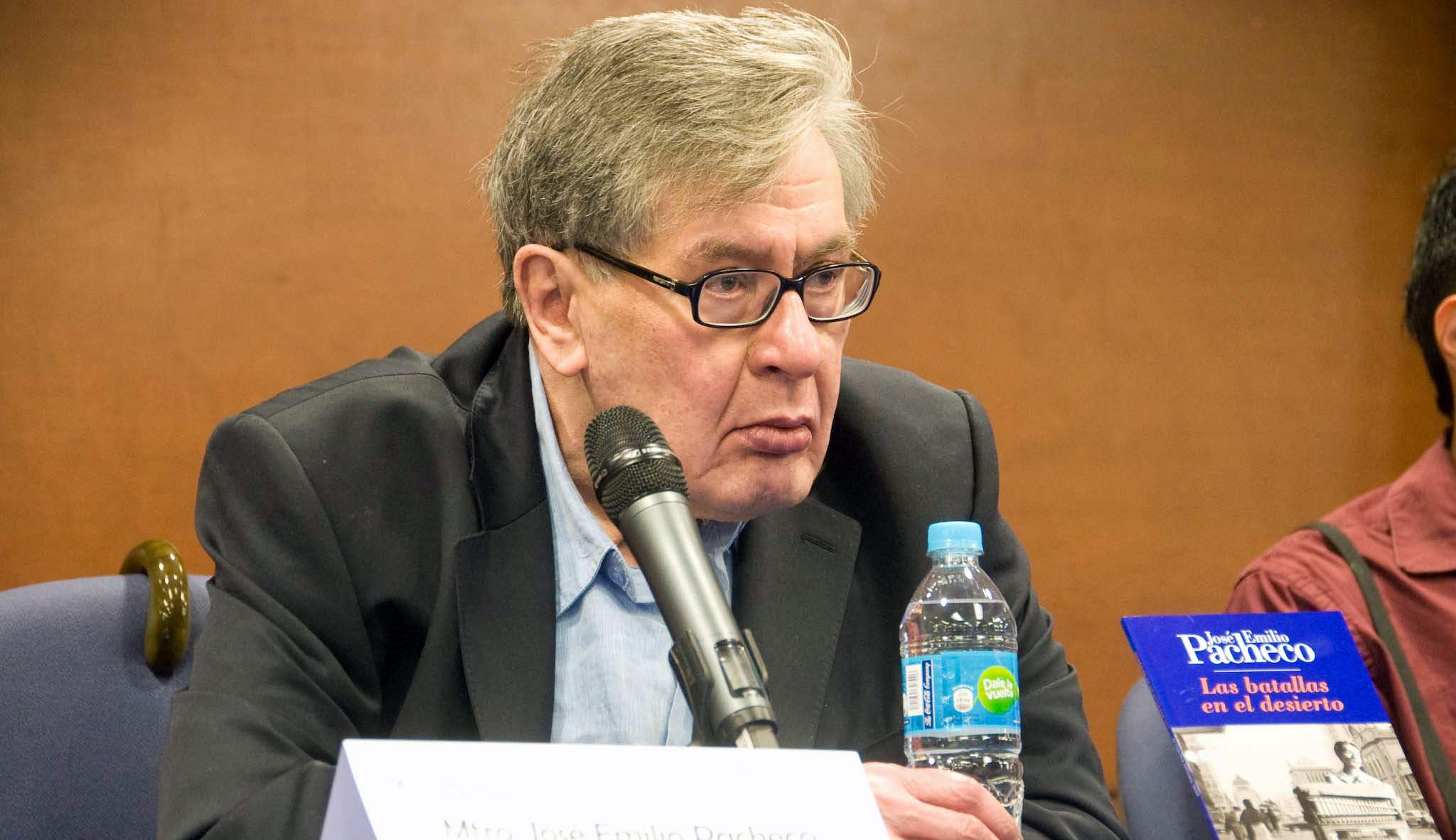
José Emilio Pacheco l'any 2010 a l'ITESM (Mèxic).

José Emilio Pacheco Berny (Ciutat de Mèxic, 30 de juny de 1939 - Ib., 26 de gener de 2014) va ser un escriptor mexicà l'obra del qual abasta la poesia, la crònica, la novel·la i el conte, així com l'assaig i la traducció. És considerat integrant de l'anomenada Generació del 50. José Emilio Pacheco comparteix la perspectiva cosmopolita que caracteritza als integrants de la «Generació de mig segle»,i la seva escriptura es distingeix per un qüestionament constant sobre la vida al món modern, sobre la literatura i la seva pròpia producció artística, així com per l'ús d'un llenguatge senzill i accessible.
Va guanyar el Premi Cervantes l'any 2009.

## Obra

### Poesia
- Los elementos de la noche (1963)
- El reposo del fuego (1966)
- No me preguntes cómo pasa el tiempo (1970)
- Irás y no volverás (1973)
- Islas a la deriva (1976)
- Desde entonces (1979)
- Los trabajos del mar (1984)
- Miro la tierra (1987)
- Ciudad de la memoria (1990)
- El silencio de la luna (1996)
- La arena errante (1999)
- Siglo pasado (2000)
- Tarde o temprano. Poemas 1958-2009 (2009)
- Como la lluvia (2009)
- La edad de las tinieblas (2009)
- El espejo de los ecos (2012)

### Contes i novel·les
- La sangre de Medusa y otros cuentos marginales (1959), contes
- El viento distante (1963), contes
- Morirás lejos (1967), novel·la
- El principio del placer (1972), contes
- Las batallas en el desierto (1981), novel·la curta